# Cseh Anna Marie
Cseh Anna Marie (Budapest, 1977. szeptember 17. –) Londonban élő magyar modell, színésznő. Világszerte Thierry Mugler francia divattervező „Angel” nevű sikerparfümjének arcaként vált ismertté, első filmfőszerepét Mispál Attila A fény ösvényei című drámájában alakította.

## Életútja
Cseh Anna Marie (Cseh Anna Mária, Cseh Annamária) Budapesten született, édesapja mérnök. 14 éves korában, tartását javítandó, modell-tanfolyamra iratkozott be, majd a hazai divatszakma hamar felfigyelt rá.
1995-ben (18 évesen) Las Vegasban megnyerte a Supermodel of the World modell-versenyt. Ezután a New York-i Ford Modeling Agency kínált neki szerződést, később Párizsban az Elite Model Management illetve a Karin Models képviselte.
Korábban élt New Yorkban és Párizsban is. Tanulmányait a Budapesti Corvinus Egyetemen végezte, majd a párizsi Cergy-Pontoise Egyetemen francia irodalomból szerzett diplomát.
Első férje (2005. április 4. – 2006. március 6.) Kovács Lajos színész volt, akivel A fény ösvényei film forgatásán ismerkedett meg.
Második férje, a holland származású Edson Williams egy képzőművészeti ügynökség, az EW-Agency vezetője. Lányuk Lara 2010-ben született. Shoreditch-ben (London) élnek.

## Modellkarrierje
Modellként egyebek között Valentino, Yves Saint-Laurent, Christian Lacroix, a Fendi, a Coco Chanel, a Gucci, Dolce & Gabbana, Giorgio Armani, Giafranco Ferré, Christian Dior, Elie Saab, Pierre Balmain, Salvatore Ferragamo és Matthew Williamson divatbemutatóin lépett fel.
Az ELLE, a L’Officiel, a Marie Claire, a Vogue és a Cosmopolitan magazinok címlapján, divatanyagaiban szerepelt.
A La Perla, a Garnier, a Louis Vuitton és a Bulgari reklámarca volt, majd Thierry Mugler „Angel” nevű parfümjének múzsája lett.

## Színészi pályája
Mispál Attila filmrendező az „Angel” budapesti promóciója során figyelt fel a magyar modellre, aki hamarosan megkapta A fény ösvényei című film főszerepét. A filmet a 36. Magyar Filmszemlén nagy sikerrel mutatták be. Annamáriát a Syracuse-i Nemzetközi Filmfesztiválon a legjobb színésznő kategóriában jelölték.
2006-ban a The Porter című angol rövidfilm kettős főszerepét alakította, a mellékszerepeket többek között Bryan Ferry (a Roxy Music frontembere), valamint Dannii Minogue ausztrál énekesnő (Kylie Minogue testvére) játszották.
2007-ben a Maár Gyula által rendezett Töredék című nagyjátékfilmben másodszor is Törőcsik Mari partnere volt. 2008-ban a Good című, részben Budapesten forgatott történelmi drámában Viggo Mortensen mellett játszott.
Színpadon a Theatre Collection színtársulattal mutatkozott be Londonban, ahol Dosztojevszkij: A félkegyelmű című darabjában Varja szerepét játszotta.

### Főbb szerepei
| Év   | Film címe                 | Szerep           | Műfaj         | Megjegyzések                                                                                              |
| ---- | ------------------------- | ---------------- | ------------- | --- |
| 2004 | The Porter                | The Girl         | rövidfilm     | |
| 2005 | A fény ösvényei           | Csilla           | nagyjátékfilm | a Syracuse-i Nemzetközi Filmfesztiválon a legjobb színésznő kategóriában jelölték, rendező: Mispál Attila |
| 2007 | Töredék                   |                  | nagyjátékfilm | rendező: Maár Gyula                                                                                       |
| 2008 | Good                      | szép nő          | nagyjátékfilm | |
| 2014 | Law & Order: UK           | Magda            | TV-sorozat    | epizód címe: Bad Romance                                                                                  |
| 2014 | Skinship                  | Mel              | rövidfilm     | |
| 2014 | Doctors                   | Aliska Levchenko | TV-sorozat    | epizód címe: Land of Sunshine                                                                             |
| 2014 | Equation for a Blind Date | Erika Tlak       | rövidfilm     | |
| 2014 | Noise                     |                  | rövidfilm     | |
| 2014 | Strawberries              | Alma             | rövidfilm     | |
| 2015 | Skinship                  | Mel              | rövidfilm     | |
| 2015 | Coronation Street         | Justine Fabler   | TV-sorozat    | 8580. és 8597. epizódokban                                                                                |
| 2015 | Ifjúság                   | üzletasszony     | nagyjátékfilm | eredeti címe: Youth, rendező: Paolo Sorrentino                                                            |
| 2016 | Outlander                 | nemesasszony     | TV-sorozat    | epizód címe: Not in Scotland Anymore                                                                      |
| 2016 | Paul                      | Josephine        | rövidfilm     | |
| 2018 | Genezis (film)            | Hanna            | nagyjátékfilm | rendező: Bogdán Árpád                                                                                     |